# Mosbach (Wutha-Farnroda)
Mosbach is een dorp in de Duitse gemeente Wutha-Farnroda in  Thüringen. De gemeente maakt deel uit van het Wartburgkreis.  Het dorp wordt voor het eerst genoemd in een oorkonde uit 1197. In 1994 werd Mosbach samengevoegd met Wutha-Farnroda.